# Nashville-sound
De Nashville-sound is een substijl in de countrymuziek en de naam van een tijdperk waarin deze muziek invloedrijk was. Deze periode begon rond 1957 en was invloedrijk tot rond 1970. Ook wordt de term wel gebruikt om het gevoel te beschrijven waarin er in die tijd muziek opgenomen werd, met kernwoorden als: ontspannend, improviserend, goede humeur en informeel. De term werd ook marketingtechnisch gebruikt om een speciaal gevoel op te roepen over Nashville, Tennessee, als een uniek, creatief muziekcentrum van de countrymuziek.

## Afbakening
Aan de Nashville-sound zijn vooral artiesten verbonden die een populair geluid voortbrachten, zoals Eddy Arnold, Patsy Cline en Jim Reeves. Vaak hadden deze artiesten een onderscheidenlijk geluid, door het gebruik van bijvoorbeeld achtergrondkoortjes, hoornblazers en snaarinstrumenten. De achtergrondzang kwam geregeld van de Anita Kerr Singers en The Jordanaires. Daarnaast werden snaarinstrumenten als de banjo en de fiddle (viool) gemeden, evenals andere instrumenten die werden geassocieerd met het erfgoed van de hillbilly.
Producers die dit geluid voortbrachten, waren bijvoorbeeld Owen Bradley en Chet Atkins, voor wie het niet ongebruikelijk was een stal te hebben van meer dan twintig artiesten. Vaak wisselden ze hun productiewerk voor meerdere artiesten gedurende de dag af door de sessies op te delen in drie uur per artiest. Hiervoor werden sessiemuzikanten ingezet die voor een groot aantal verschillende artiesten werkten. Een algemene overeenkomst van de producers uit de Nashville-sound is dat ze voor een en hetzelfde platenlabel werkten.

## Geschiedenis van de term

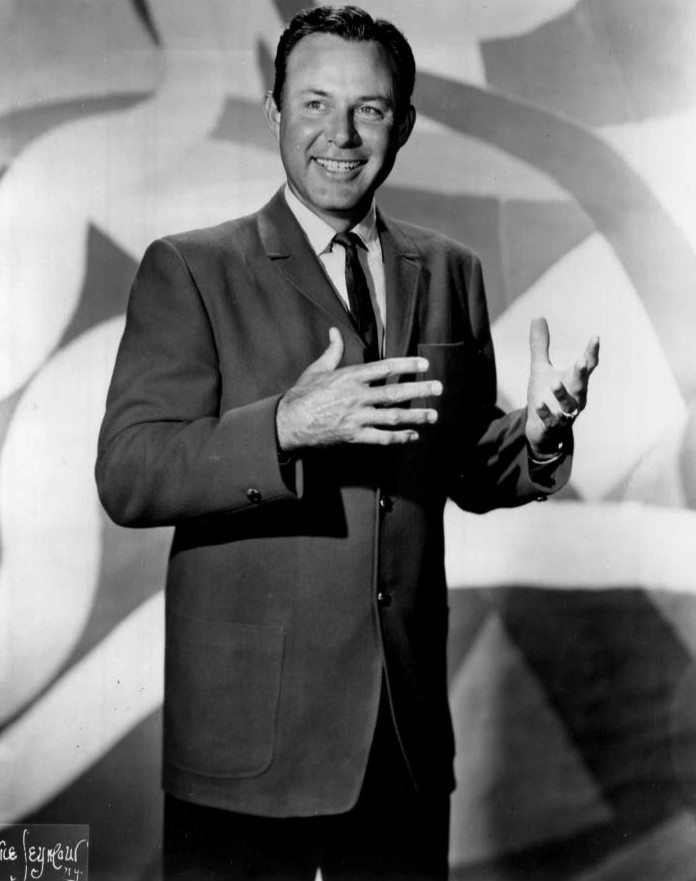
Jim Reeves, 1963

De term 'Nashville Sound' werd in 1958 voor het eerst gebruikt in een artikel in Music Reporter. Twee jaar later gebruikte Time "Nashville Sound" in de ondertitel van een artikel over de muziekloopbaan van Jim Reeves. Het tijdschrift gebruikte de term om de essentie van country & western te beschrijven. De muziek in Nashville zou zich volgens het artikel onderscheiden omdat er tijdens de opnames geen gebruik gemaakt werd van geschreven arrangementen, maar van het improvisatietalent van de artiesten. Nog hetzelfde jaar verscheen de term in de krant Tennessean en het jaar erop in het tijdschrift Broadcasting. In 1962 gebruikte Music Reporter de term in de titel van een artikel, Magical Nashville Sound genaamd. Nog hetzelfde jaar werd de term algemeen gebruik in allerlei nieuwsitems. Gedurende de jaren zeventig werd de term ook gebruikt door wetenschappers die er een verschillende uitleg aan gaven.
In de jaren zeventig maakte de Nashville-sound plaats voor de outlaw-country. Vertegenwoordigers van die stijl, zoals Waylon Jennings en Willie Nelson, kregen van platenlabels de vrijheid om hun eigen studio en producer uit te kiezen, waardoor de countrymuziek terugkeerde naar zijn basis. De invloed van de Nashville-sound is daarna niet geheel verdwenen. Vanaf de jaren negentig keerde de invloed van dit geluid terug als de basis voor de countrypop.